# Vincent Verzat
 (avril 2023).
Vincent Verzat, né le 30 avril 1990, est un vidéaste, journaliste et militant politique français. Avec sa chaîne YouTube et sa page Facebook Partager c'est Sympa lancée en 2017, il couvre des sujets liés à l'écologie et aux luttes sociales.

## Biographie

### Débuts

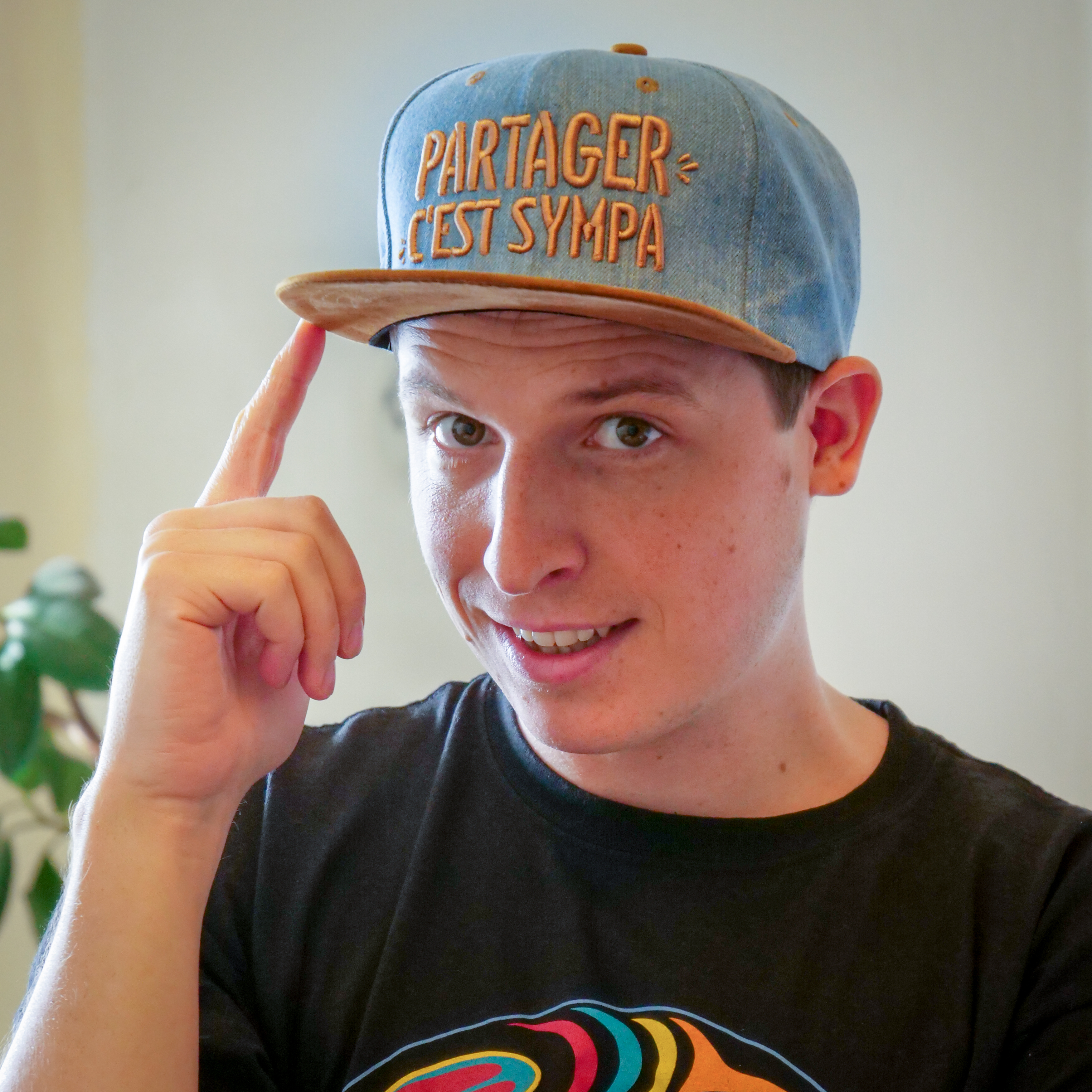
Portrait de Vincent Verzat.

Originaire du Pays de Gex (Ain), Vincent Verzat naît dans une famille sensible à l'écologie : son frère est ingénieur dans l'association négaWatt et sa sœur est vulgarisatrice scientifique. Il suit des études supérieures à l'institut de hautes études internationales et du développement de Genève et souhaite initialement travailler dans l'éducation à la paix à travers la réalisation de vidéos. Il s'installe à Lyon en 2015.
Il publie sa première vidéo sur YouTube en 2015 en couvrant un évènement organisé par Alternatiba. Par la suite, il couvre d'autres manifestations écologistes, notamment lors de la COP 21 à Paris (où il réalise une vidéo pour l'ONG 350.org), et « devient l’un des vidéastes « officiels » du mouvement pour la justice climatique ». Il couvre en avril 2016 le blocage du sommet du pétrole off-shore à Pau, puis en mai l'action de désobéissance civile Ende Gelände en Allemagne, lors de laquelle 2 000 militants envahissent une mine de charbon.
En 2018/2019, il participe régulièrement à l'émission web "Le JTerre" aux côtés d'autres youtubeurs et vidéastes tels que Félicien Bogaerts, Cemil Sanli, Nicolas Meyrieux et Demos Kratos.

### ChaînePartager c'est Sympa
En 2017, il lance avec Juliette Eynard et Victor Vauquois sa chaîne YouTube et page Facebook, Partager c'est Sympa,. En 2019, ils sont rejoints par Olivier Escalon et Astrid Barthélemy. À partir de 2021, Vincent Verzat travaille seul.
En quelques années, ses vidéos gagnent en popularité et il devient, selon Les Inrockuptibles, « l’un des principaux relais médiatiques dans la récente mobilisation pour la préservation du climat en France ». Plusieurs personnes travaillent avec lui sur la chaîne Youtube. Au bout d'un an, Vincent Verzat réussit à vivre de son activité de vidéaste, notamment en passant des partenariats et en répondant à des commandes d'ONG.
Le 29 avril 2025, il annonce la sortie de son film "Le VIVANT qui se défend" sur sa chaîne Youtube et propose aux propriétaires de cinémas de le programmer dans leur salle.

### Procédure judiciaire
Le 11 septembre 2019, il est jugé par le tribunal antiterroriste de Paris pour avoir filmé une action de décrochage des portraits du président de la République française Emmanuel Macron avec des militants d'ANV-Cop 21 (branche d'Alternatiba). Il est relaxé un mois plus tard, le 16 octobre 2019.

## Ligne éditoriale et style

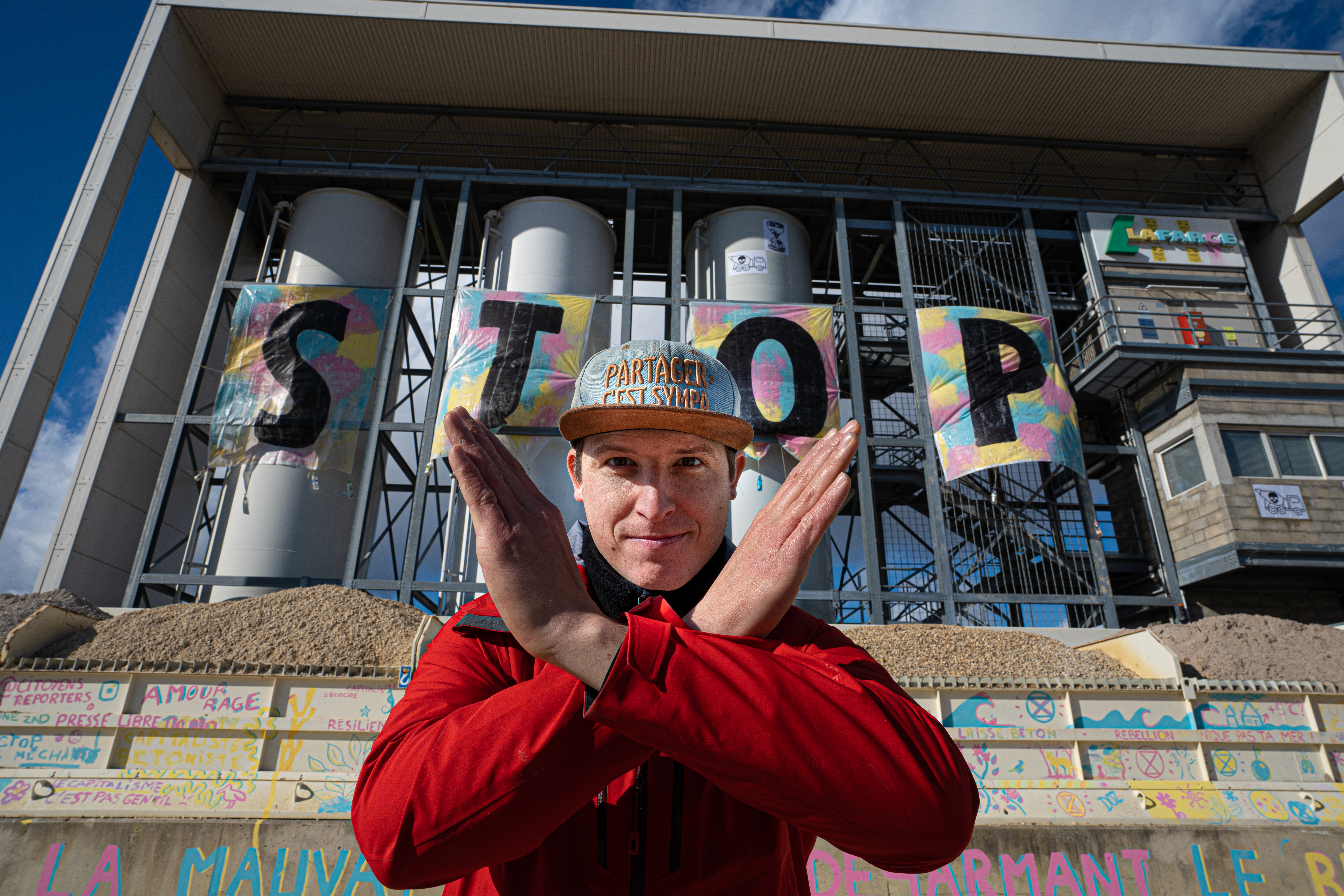
Vincent Verzat le 17 février 2020 devant une usine Lafarge à Paris, dans le cadre d'une action d'Extinction Rebellion appelée « Fin de chantier ».

La ligne éditoriale de la chaîne Partager c'est sympa est anticapitaliste et écologiste. Vincent Verzat couvre de nombreuses manifestations écologistes et actions de désobéissance civile, telles que les marches pour le climat, la COP 21, la ZAD de Notre-Dame-des-Landes ou encore Ende Gelände en Allemagne. Son travail de vidéaste militant vise à « faire le lien entre grand public et mobilisations écologistes ». 

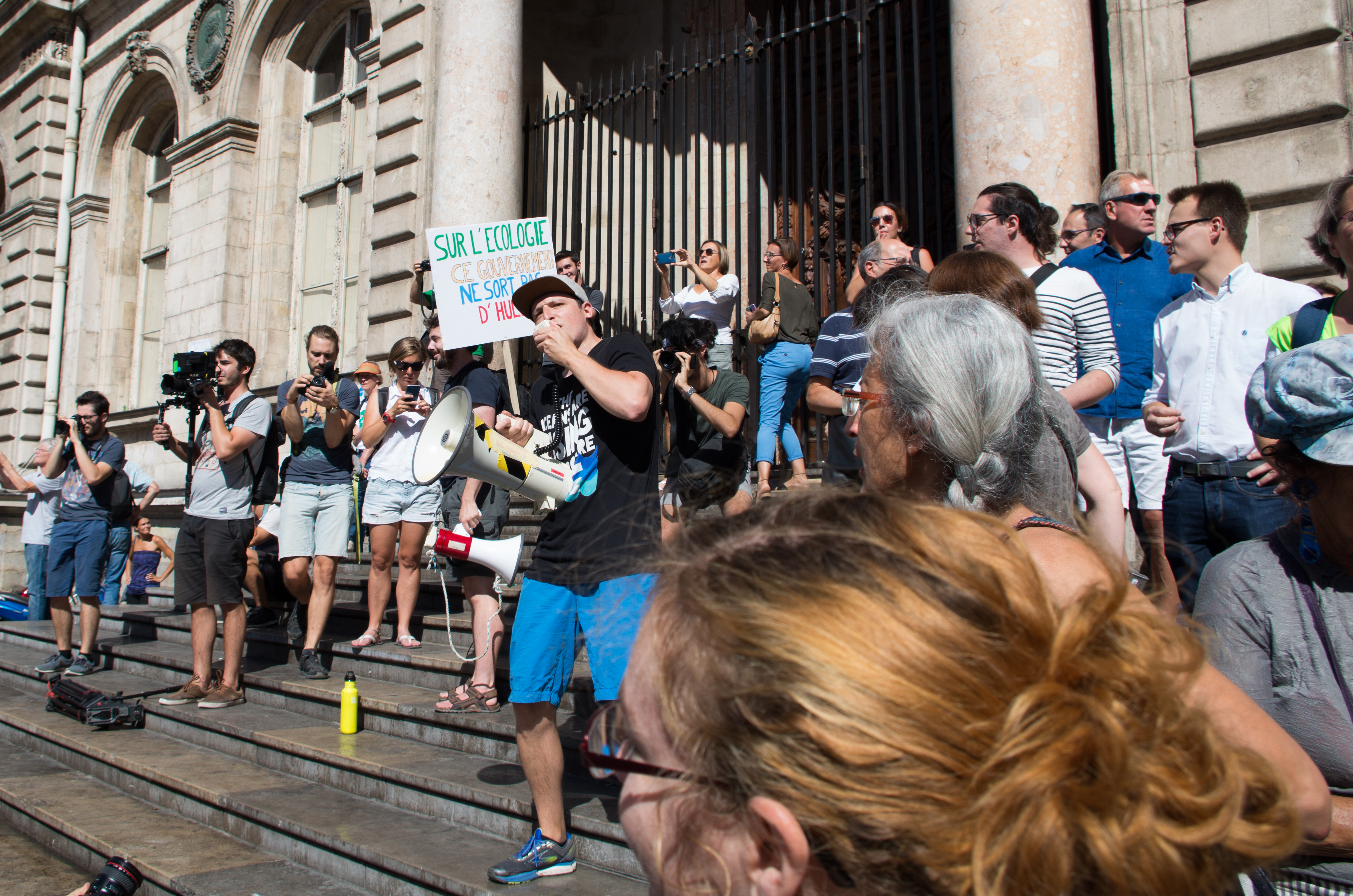
Vincent Verzat prenant la parole à Lyon le 8 septembre 2018 lors d'une manifestation pour le climat.

Les vidéos réalisées par Vincent Verzat sont au départ courtes et rythmées, reprenant les codes de la publicité et composées d'images des différentes manifestations couvertes. En 2016, il adopte un ton plus personnel en parlant face caméra. Il interpelle notamment François Hollande concernant l'organisation terroriste Daesh, dans une vidéo qui fait plusieurs centaines de milliers de vues. Il réalise ensuite des vidéos de vulgarisation plus longues et plus fouillées sur différents aspects de la transition écologique. Son style est empreint d'humour et s'inspire des codes des YouTubers,, tout en cherchant à donner un message porteur d'action. Selon Télérama, il réalise du « contenu fouillé, aux images et au montage très soignés ».
Il fait de la musique depuis 2022 sous le nom Arval.